# Jonathan ben Ananus
Jonathan ben Ananus was hogepriester van de Joodse tempel in Jeruzalem in 36 na Chr. Hij was een zoon van Annas, die zelf eerder als hogepriester veel aanzien had genoten. Verschillende van Jonathans broers hebben eveneens het ambt van hogepriester bekleed.

## Jonathans eerste hogepriesterschap
Kort voordat Jonathan hogepriester werd, was Pontius Pilatus, tot dat moment procurator over Judea, wegens wanbestuur teruggeroepen naar Rome. Lucius Vitellius, op dat moment gouverneur van Syrië, kwam daarop naar Jeruzalem om de orde te herstellen. Omdat de toenmalige hogepriester Jozef Kajafas zeer goede banden met Pilatus had onderhouden, onthief Vitellius hem uit zijn ambt en benoemde hij Jonathan (Kajafas' zwager) in zijn plaats.
Later in het jaar bereidde Vitellius op last van keizer Tiberius samen met Herodes Antipas een veldtocht voor tegen de Nabateese koning Aretas IV. Een Joodse delegatie, vermoedelijk gezonden door Jonathan, vroeg Vitellius met zijn troepen niet over Judees grondgebied te trekken, omdat de afbeeldingen van de keizer op de Romeinse legerstandaarden door Joden als aanstootgevend werden ervaren. Voor Vitellius vormde dit de aanleiding Jonathan te ontheffen uit zijn ambt en zijn broer Theophilus in zijn plaats te benoemen.

## Tweede benoeming afgewezen
In 43 n.Chr. vroeg Herodes Agrippa I, vazalkoning over het Joodse land, Jonathan opnieuw het ambt van hogepriester te bekleden, omdat hij de eerder door hemzelf aangestelde hogepriester Simon Cantheras ben Boëthus onvoldoende geschikt vond voor het ambt. Jonathan bedankte echter op beleefde wijze voor de eer en stelde voor dat Agrippa zijn broer Matthias ben Ananus zou benoemen. Aldus gebeurde.

## Tijdens procurator Felix
Flavius Josephus spreekt ook in de tijd dat dat Antonius Felix procurator was over Judea (52-58 of 60 na Chr.) over een 'hogepriester Jonathan'. Vermoedelijk gaat het ook hier om Jonathan ben Ananus. Het staat echter niet vast of hij in deze periode opnieuw (dus voor de tweede maal) hogepriester was, of dat hetgeen Josephus beschrijft plaatsvond tijdens het hogepriesterschap van Ananias ben Nebedeüs, maar dat Jonathan 'hogepriester' wordt genoemd omdat hij eerder dit ambt had bekleed. Dit was niet ongebruikelijk (zie bij Annas).
Hoe het ook zij, Jonathan stond op gespannen voet met Felix, omdat hij vond dat Felix maar matig presteerde. Jonathan vond de dood tijdens een moordaanslag die op hem werd gepleegd. Volgens Josephus was Felix het brein achter de aanslag.